# Distoleon plebejus
Distoleon plebejus är en insektsart som först beskrevs av Navás 1914.  Distoleon plebejus ingår i släktet Distoleon och familjen myrlejonsländor. Inga underarter finns listade i Catalogue of Life.